# Cisticole à tête rousse
Cisticola ruficeps
Espèce
Statut de conservation UICN

 LC  : Préoccupation mineure
La Cisticole à tête rousse (Cisticola ruficeps) est une espèce de passereaux de la famille des Cisticolidae.
Son aire disjointe s'étend du lac Tchad à l'Érythrée et le nord de l'Ouganda.